# Neoludisme
El neoludisme és una ideologia oposada al desenvolupament de la revolució digital, a la intel·ligència artificial i a tot avanç científic que es recolzi en la informàtica. Encara que va aparèixer en l'última dècada del segle xx, és un moviment que manté les seves arrels en el ludisme i en diverses filosofies i creences que centren la reflexió antropològica en posicionaments radicalment crítics cap a la tecnologia i la seva inserció en el mitjà sociopolític.
Les idees més radicals d'aquest moviment es basen en el manifest de Theodore Kaczynski (Unabomber),on es declara l'alienació de la humanitat sota el poder de la tècnica, especialment en el tractament de la informació a través de computadors. Aquest moviment pretén desencadenar un debat profund sobre el futur productiu de l'home i la seva relació amb les tècniques computacionals aplicades. Actualment i amb aquesta mateixa base ideològica, grups de pirates informàtics afirmen estar disposats a atacar les xarxes d'informació d'àrees estratègiques de l'economia, societat, política i sanitat com a forma activa de protesta o com un intent de cridar l'atenció de la població sobre el perill que corre en ser dominada pel control exhaustiu de la informació a través dels nous mitjans tècnics.